# Slutspel (film, 1971)
Slutspel är en kanadensisk film från 1971.

## Handling
Kärlekshistoria mellan en sångerska och en professionell ishockeyspelare som försöker få ordning på sina liv trots skillnaden mellan deras karriärer och livsstilar.

## Om filmen
Filmen är inspelad 8 mars - 28 maj 1971 i Parry Sound, San Francisco och Toronto. Den hade premiär i Kanada den 12 november 1971 och i Sverige den 19 februari 1973. Filmen är barntillåten.

## Rollista (urval)
- Art Hindle som Billy Duke
- Trudy Young som Sherri Lee Nelson
- John Vernon som Fred Wares (Leafs coach)
- Austin Willis som Graydon Hunter (Leafs ägare)